# Uchi-Deshi
Ein Uchi-Deshi (jap. 内弟子, dt. „innerer Schüler“) war der Hausschüler eines Budō-Meisters.
Der Uchi-Deshi wohnte im Dōjō des Meisters. Er sorgte für die Organisation des Trainingsbetriebes und half bei Haushalts- und Büroarbeiten. Dafür bekam er Verpflegung, persönliche Zuwendung und erfuhr eine intensive und detaillierte Trainingsunterweisung durch den Meister.
Während der Soto-Deshi die technischen Aspekte einer Kampfkunst lernte, wurde der Uchi-Deshi eingeweiht in die „inneren“ Dinge. Erst wenn der Meister von der Ernsthaftigkeit eines Schülers überzeugt war, konnte dieser zum Uchi-Deshi werden. Im Gegensatz zum Soto-Deshi war er nach außen hin kaum sichtbar, aber ihm wurden die wahren Hintergründe der Kampfkunst und die verborgenen Elemente einer Form (Kata) durch den Meister gezeigt. Er wurde später zum Nachfolger des Meisters und führte seinen Weg fort.